# واندرسون کوستا ویانا
واندرسون کوستا ویانا (به پرتغالی: Wanderson Costa Viana) هافبک اهل برزیل است که در شهر برازیلیا و در تاریخ ۷ فوریهٔ ۱۹۹۴ به دنیا آمده‌است.
واندرسون کوستا ویانا در تیم‌های فوتبال باشگاه فوتبال المپیاکوس سابقهٔ حضور دارد.